# Bateria quàntica

Una bateria quàntica és un tipus de bateria elèctrica que utilitza els principis de la mecànica quàntica per emmagatzemar energia. Tenen el potencial de ser més eficients i potents que les bateries tradicionals.
Les bateries quàntiques es troben en les primeres etapes de desenvolupament.

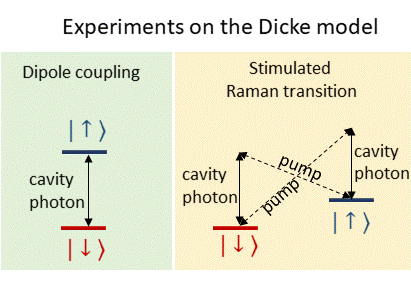
Representació esquemàtica de l'esquema d'equilibri basat en l'acoblament dipolar directe i un esquema de no equilibri basat en processos de dos fotons.

## Història
El concepte de bateries quàntiques es va proposar per primera vegada el 2013. La quantitat de treball que pot produir una bateria quàntica s'anomena ergotropia. Si es fa que la bateria i el dispositiu que s'alimenta siguin inseparables, com ara mitjançant l'entrellaçament quàntic, és possible obtenir més potència de bateria que la que s'ha emmagatzemat.
El primer model proposat per a una bateria quàntica va ser el model de Dicke el 2018. Inicialment, la bateria quàntica Dicke semblava mostrar un avantatge quàntic en la potència de càrrega. No obstant això, el 2020 es va demostrar que calia ajustar l'hamiltonià de la bateria. Els investigadors van descobrir que la bateria quàntica de Dicke, de fet, no proporciona cap avantatge quàntic.
La bateria quàntica SYK, proposada el 2020, és la primera bateria quàntica de molts cossos que mostra un avantatge quàntic en el procés de càrrega.
Els experiments amb bateries quàntiques estan en la seva infància i, fins ara, no hi ha cap bateria quàntica completament funcional.

## Models

### Bateria quàntica Dicke
La bateria quàntica Dicke utilitza el model Dicke per emmagatzemar energia. Aquesta bateria es va proposar per primera vegada per la seva relació amb l'emissió superradiant i la seva viabilitat pràctica.
El model de Dicke descriu la interacció col·lectiva d'un conjunt de N àtoms de dos nivells (TLS) amb un únic mode del camp de la cavitat. Les cavitats solen estar compostes per dos o més miralls que reflecteixen la llum d'anada i tornada, creant una ona estacionària de radiació electromagnètica, amb freqüències determinades per la geometria de la cavitat.
{\displaystyle H_{\text{Dicke}}=\omega _{c}{\hat {a}}^{\dagger }{\hat {a}}+\omega _{0}\sum _{i=1}^{N}{\hat {\sigma }}i^{z}+g\sum _{i=1}^{N}{\hat {\sigma }}_{i}^{x}\left({\hat {a}}^{\dagger }+{\hat {a}}\right)}
El primer terme descriu l'energia dels fotons. El segon terme descriu l'energia dels qubits. El tercer terme descriu la interacció entre fotons i qubits. {\displaystyle g} és el paràmetre d'acoblament. Inicialment, aquest model semblava mostrar que la potència de càrrega mitjana s'escalava de manera súper extensiva: {\displaystyle \langle P\rangle _{t}\propto N^{3/2}} . Tanmateix, aquest hamiltonià no està ben definit en el límit termodinàmic ({\displaystyle N\to \infty ,V\to \infty } mentre mantenim {\displaystyle N/V} constant).
Per solucionar-ho, cal substituir: {\displaystyle g\to g_{\text{TD}}={\frac {g}{\sqrt {N}}}} En fer-ho, els científics van descobrir que aquesta bateria no proporciona cap avantatge quàntic.

### Bateria quàntica SYK
La bateria quàntica SYK utilitza el model Sachdev-Ye-Kitaev per emmagatzemar energia. Aquesta bateria utilitza el protocol de càrrega directa: {\displaystyle H_{B}(t)=H_{B}^{(0)}+\lambda (t)\left(H_{B}^{(1)}-H_{B}^{(0)}\right)} on
- {\displaystyle H_{B}^{(0)}=\sum _{i=0}^{N}\omega _{0}{\hat {\sigma }}_{i}^{y}} és el hamiltoniano de la bateria
- {\displaystyle H_{B}^{(1)}=\sum _{i,j,k,l=1}^{N}J_{i,j,k,l}{\hat {c}}_{i}^{\dagger }{\hat {c}}_{j}^{\dagger }{\hat {c}}_{k}{\hat {c}}_{l}} és el hamiltoniano d'interacció.

Aquest és el primer model de molts cossos que mostra una potència de càrrega súper extensa. {\displaystyle \langle P\rangle _{t}\propto N^{3/2}}